# Timbres de Mayotte 1997
Cet article recense les timbres de Mayotte émis en 1997 par La Poste. Il s'agit des premiers timbres spécifiques dans cette collectivité territoriale d'outre-mer depuis les derniers timbres de l'archipel français des Comores en 1975 ou du dernier timbre de la colonie mahoraise émis en 1907.

## Généralités
Les émissions de 1997 portent la mention « Mayotte - République française - La Poste 1997 » et une valeur faciale libellée en franc français (FRF).
De février 1976 à décembre 1996, ce sont les timbres de France qui servent dans l'île. Le 1er janvier 1997, la collectivité territoriale obtient une certaine autonomie postale dans le choix du sujet et des illustrations des timbres commémoratifs. Cette initiative avait prêté à débat, car les partisans du Mouvement populaire mahorais craignaient que l'émission de timbres spécifiques à Mayotte, sur le modèle des territoires d'outre-mer, ne porte préjudice au projet de départementalisation de l'île. Le préfet, Philippe Boisadam, et le directeur local de la Poste, Claude Auvray, pensaient au contraire qu'elle offrirait à Mayotte « la possibilité de s'affirmer dans sa spécificité, tout en laissant entendre qu'une éventuelle départementalisation n'induirait pas nécessairement l'aliénation de son identité ». Le président du conseil général, Younoussa Bamana, philatéliste, a d'abord été réticent à cette idée, mais s'est laissé convaincre, comprenant l'intérêt de timbres mélangeant des symboles mahorais et français face aux revendications territoriales des Comores. Finalement, Jean-François Hory, député européen de l'île et également philatéliste, a rejoint le projet,. 

## Légende
Pour chaque timbre, le texte rapporte les informations suivantes :
- date d'émission, valeur faciale et description,
- formes de vente,
- artistes concepteurs et genèse du projet,
- manifestation premier jour,
- date de retrait, tirage et chiffres de vente,

ainsi que les informations utiles pour une émission donnée.

## Janvier

### Armoiries de Mayotte

Armoiries de Mayotte.

Le 2 janvier, est émis un timbre de 3 FRF reproduisant les armoiries de Mayotte. L'écu de style XIXe siècle français est « coupé d'azur au croissant d'argent et de gueules à deux fleurs d'ylang-ylang d'or, à la bordure engrelée d'argent ». Deux hippocampes affrontés d'argent le supportent. Un listel d'argent porte la devise « RA HACHIRI » (« Nous sommes vigilants » dans une des langues locales) couleur de sable.
Le timbre de 3,6 × 2,6 cm est mis en page par Éric Lugan d'après le blasonnement créé par Michel Chabin, archiviste de La Réunion, et mis en image par Pascale Santerre. Il est imprimé en offset en feuille de vingt-cinq exemplaires.
La manifestation premier jour a lieu le 2 janvier à Mamoudzou. Le cachet à date premier jour reprend les armoiries en noir et blanc.

### Marianne du Bicentenaire surchargée «Mayotte»
Le 2 janvier, sont émis dix timbres de France d'usage courant au type Marianne du Bicentenaire surchargés « MAYOTTE » en noir. La surcharge est imprimée en haut du timbre, excentré vers la gauche. Les valeurs sont de 0,10 FRF sépia, 0,20 FRF vert émeraude, 0,50 FRF violet, 1 FRF orange, 2 FRF bleu, 5 FRF turquoise et 10 FRF violet pour les valeurs d'appoint et de 2,70 FRF vert, 3,80 FRF bleu et le timbre à validité permanente rouge (TVP, 3 FRF alors) pour les valeurs d'usage. Sur ce timbre, l'allégorie de la République Marianne est représentée de face, d'après un dessin informatisé qui ne permet pas de voir ses yeux ; une cocarde orne à droite son bonnet phrygien.
Les timbres de ce type sont dessinés par Louis Briat et gravés par Claude Jumelet pour une impression en taille-douce en feuille de cent unités de 1,7 × 2,3 cm.
Ces dix timbres sont retirés de la vente le 31 décembre 1998. Ils sont remplacés dès le 15 juillet 1997 pour trois valeurs d'usage (2,70 FRF, TVP rouge et 3,80 FRF bleu) et le 2 janvier 1999 par de nouveaux timbres au type Marianne du 14 juillet.

### Ylang ylang

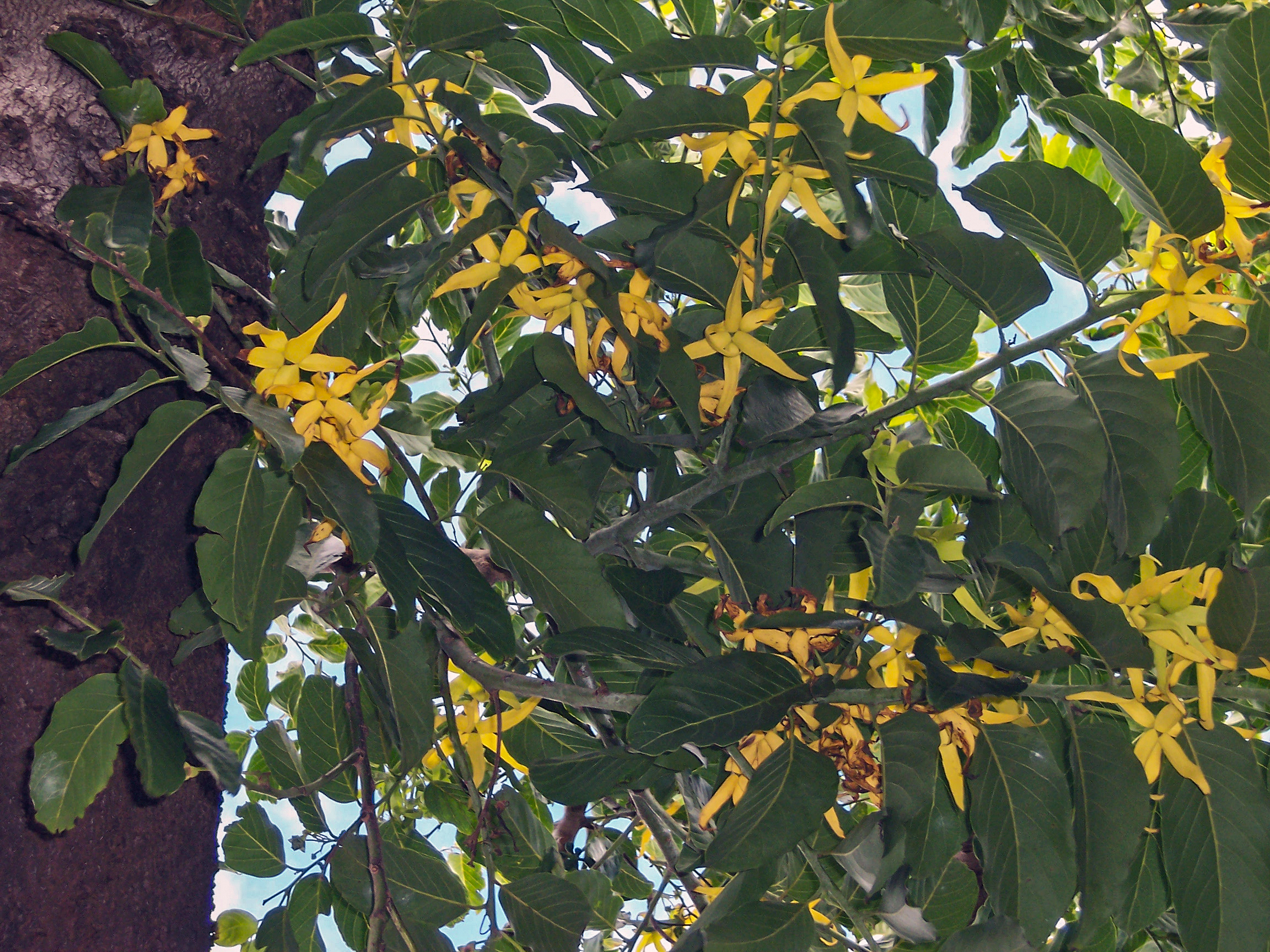
Feuillage d'ylang-ylang.

Le 2 janvier, est émis un timbre de 2,70 FRF sur l'ylang-ylang (Cananga odorata), un arbre introduit dans l'archipel mahorais et les autres îles des Comores. Il est l'une des principales richesses agricoles de Mayotte et ses fleurs sont représentées sur les armoiries de la collectivité territoriale. Le timbre présente une branche d'ylang-ylang avec ses feuilles et ses fleurs.
Le timbre de 2,6 × 3,6 cm est dessiné par Abdallah Saindou et est imprimé en offset en feuille de vingt-cinq unités.
Un cachet premier jour est disponible à Mamoudzou le 2 janvier. Il met en valeur la fleur d'ylang-ylang visible sur l'illustration du timbre.
Il est retiré de la vente le 31 décembre 1998. L'ylang-ylang, sous la forme d'un champ, est le sujet d'un nouveau timbre en 2005.

## Mars

### Inauguration de la nouvelle aérogare

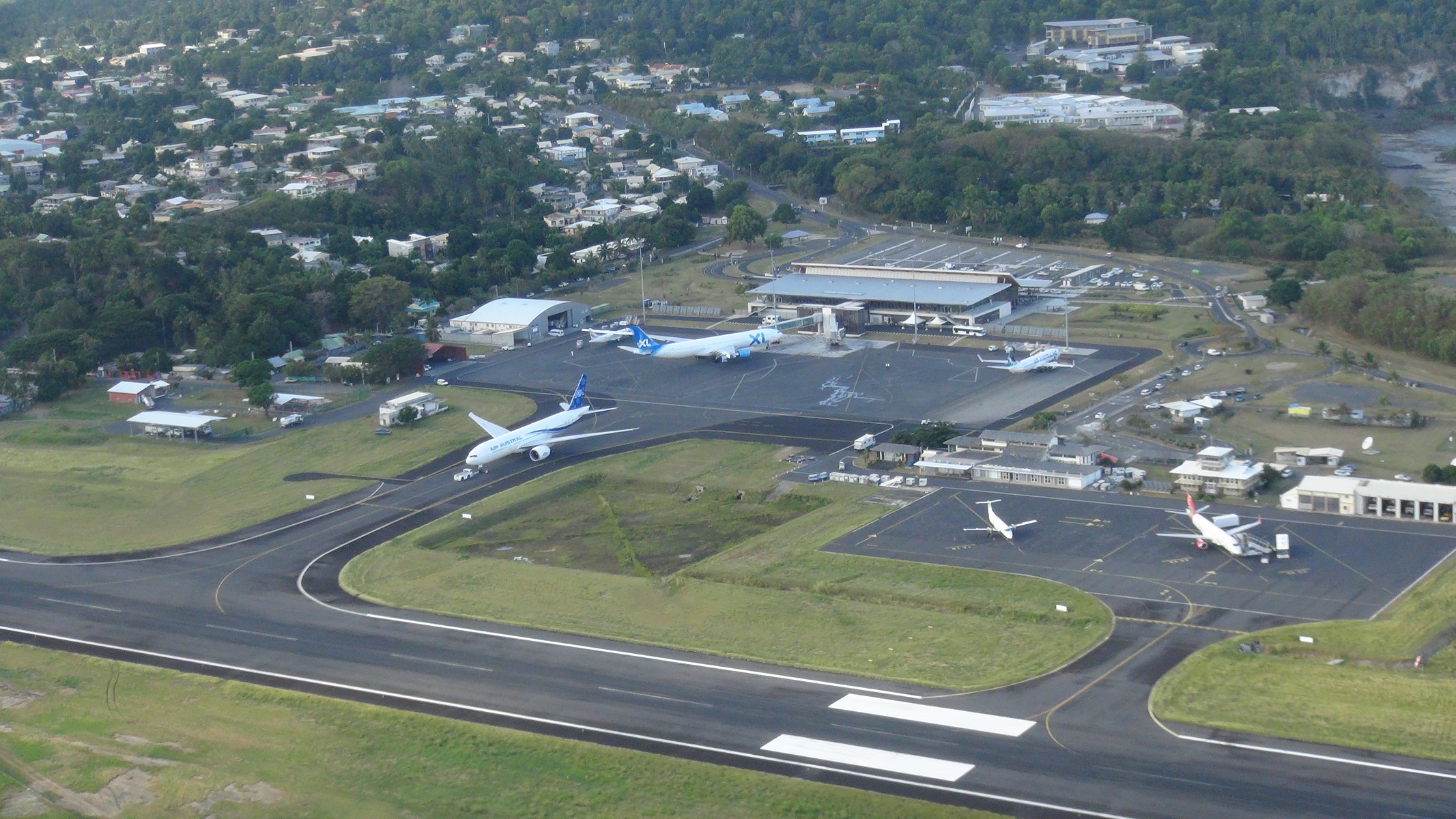
Aéroport de Dzaoudzi-Pamandzi.

Le 3 mars, est émis un timbre de 20 FRF pour annoncer l'inauguration de la nouvelle aérogare de l'aéroport de Dzaoudzi-Pamandzi. Le bâtiment, dessiné en lignes gris foncé, fait face au profil d'un avion décollant ou atterrissant. Un dessin entre ces deux éléments évoquent le drapeau français.
Le timbre de 4,8 × 2,7 cm est dessiné par J.-L. Couput et gravé par Jacky Larrivière pour être imprimé en offset et taille-douce en feuille de vingt-cinq exemplaires.
Un avion de ligne décollant dans le soleil levant illustre le cachet premier jour du 1er mars apposé à Pamandzi.
Le retrait de la vente a lieu le 31 décembre 1998.

## Juin

### Le banga

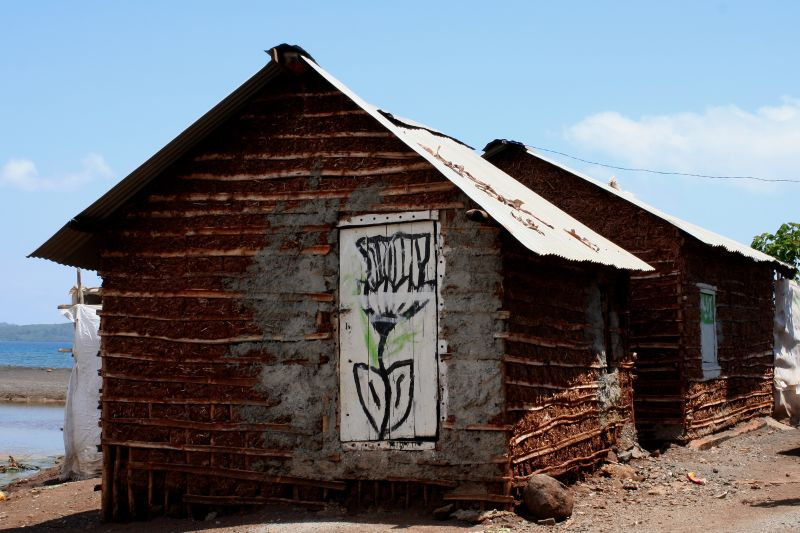
Un banga à Mtsamoudou (commune de Bandrele).

Le 2 juin, est émis un timbre de 3,80 FRF sur le banga, un rite de passage pour les garçons adolescents. Ils construisent une case d'une pièce pour se rendre autonome de leurs parents, leur permettant surtout d'avoir une certaine intimité. Le dessin montre un banga « Chez Bao » construit au bord de l'océan Indien ; à côté, un enfant arrose un jardin.
Le dessin de Vincent Lietar est imprimé, entouré de jaune, sur un timbre de 4,8 × 2,7 cm imprimé en offset.
La manifestation premier jour a lieu le 31 mai à Mtsamboro (typographié « Mtzamboro » sur le cachet à date). Une façade de face d'un banga illustre le cachet.
Le timbre est retiré de la vente le 31 décembre 1998.

### Dzen-dzé
Le 2 juin, est émis un timbre de 5,20 FRF représentant un instrument de musique à cordes, le dzen-dzé.
La scène mettant en valeur l'instrument posé contre un mur est dessinée par Éric Lugan et gravée par Claude Andréotto. Le timbre carré de 3,6 cm de côté est imprimé en offset et taille-douce en feuille de vingt-cinq.
La mise en vente anticipée a lieu le 31 mai à Chirongui. Sur le cachet premier jour, l'instrument est représenté sous un autre angle permettant de voir la disposition des cordes.
Le timbre est retiré de la vente le 31 décembre 1998.

### Armoiries de Mayotte - bloc Philexfrance 99
Le 19 juin, à l'occasion de l'exposition philatélique internationale Philexfrance 99 à Paris, est émis un bloc de quatre timbres « Armoiries de Mayotte » de 3 FRF émis le 2 janvier précédent. Les marges sont illustrés d'une scène de forêt tropicale au bord de l'océan au moment d'un lever ou coucher de soleil ; en bas à droite, sont reconnaissables des fleurs d'ylang-ylang. Le logotype de Philexfrance 99 est imprimé en bas à droite.
L'illustration marginale est de Louis Arquer Les timbres de 3,6 × 2,6 cm sont mis en page par Éric Lugan d'après le blasonnement créé par Michel Chabin, archiviste de La Réunion, et mis en image par Pascale Santerre.
Le bloc est retiré de la vente le 30 mars 2001.

## Juillet

### Marianne du 14 juillet surchargée «Mayotte»
Le 15 juillet, sont émis trois timbres d'usage courant de France au nouveau type Marianne du 14 juillet surchargés « MAYOTTE ». Le premier vert porte une valeur de 2,70 FRF pour l'affranchissement d'une lettre de moins de 20 grammes en service économique ; le rouge sans valeur faciale et à validité permanente permet l'expédition d'une lettre de 20 grammes ; et le 3,80 FRF bleu pour la lettre vers la zone 2 (Europe orientale, Algérie, Maroc et Tunisie). Ils sont au type 1, c'est-à-dire que le lobe de l'oreille est formé d'un trait continu, contrairement au type 2.
Remplaçant la Marianne du Bicentenaire, la Marianne du 14 juillet est l'œuvre d'Ève Luquet gravée par Claude Jumelet. Le timbre de 1,7 × 2,3 cm est imprimé en taille-douce en feuille de cent exemplaires.
Ces timbres sont retirés le 31 décembre 2001 et remplacés par des Marianne du 14 juillet en euros et dont la légende du pays devient « RF » au lieu de « République française ». Le TVP rouge est vendu jusqu'à épuisement des stocks.

## Septembre

### Le maki

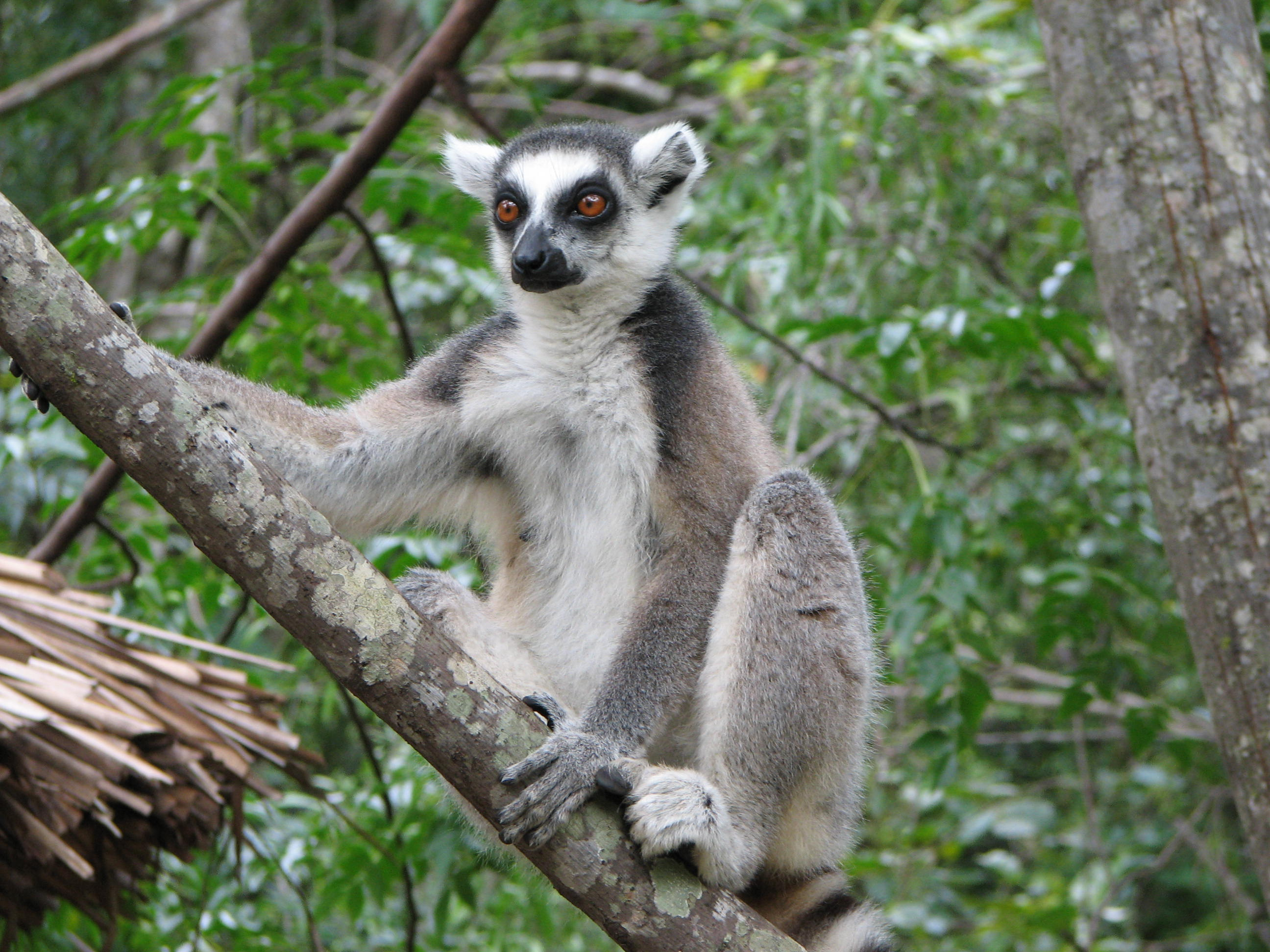
Un maki.

Le 1er septembre, est émis un timbre de 3 FRF représentant un maki, un lémurien présent à Madagascar et dans l'archipel des Comores. Le spécimen est dessiné assis sur la branche d'un arbre.
Le timbre carré de 3,6 cm de côté est dessiné par J.-L. Couput et gravé par Claude Jumelet pour être imprimé en taille-douce en feuille de vingt-cinq unités.
La manifestation premier jour a lieu le 30 août à Combani, sur la commune de Tsingoni. Le cachet re présente le visage d'un maki.
Le timbre est retiré de la vente le 31 juillet 1999.

### Visage de femme
Le 1er septembre, est émis un timbre artistique de 3,50 FRF reproduisant le portrait d'une femme, centré sur son visage.
L'illustration est une œuvre de Jean Lapègue, reproduite sur un timbre de 3,6 × 4,8 cm imprimé en offset en feuille de dix.
Le timbre est retiré de la vente le 31 juillet 1999.

## Décembre

### Corail et flore marine

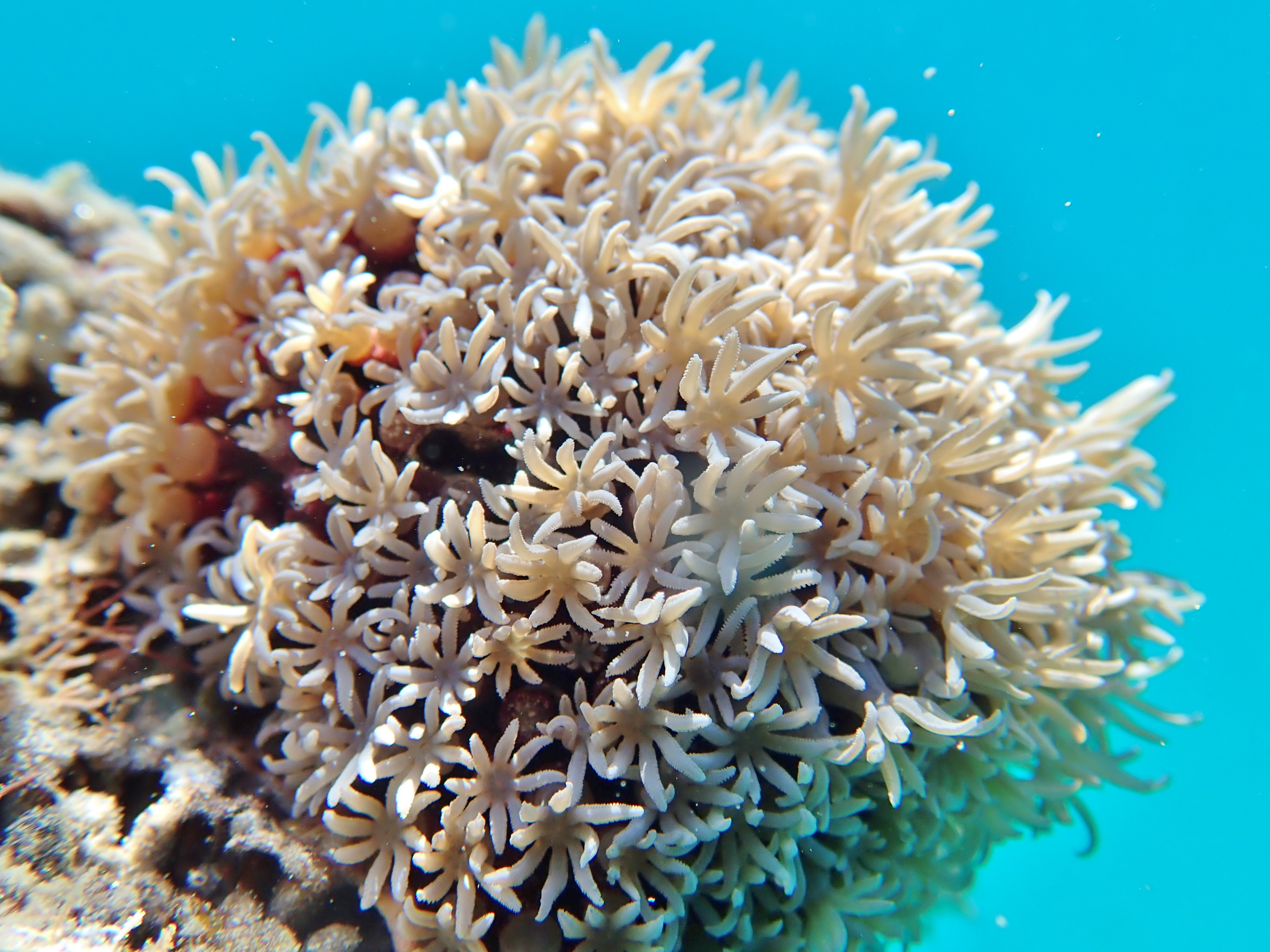
Récif corallien.

Le 1er décembre, est émis un timbre de 3 FRF sur le thème « corail et flore marine » représentés avec des poissons.
Le timbre de 4,8 × 2,7 cm est dessiné par Tropixel, une entreprise mahoraise d'illustration de produits touristiques. Il est imprimé en offset en feuille de vingt-cinq.
Le cachet premier jour représentant un poison rayé est disponible le 29 novembre à Dembeni.

### 20eanniversairede la première liaison Mayotte-Réunion 1977-1997

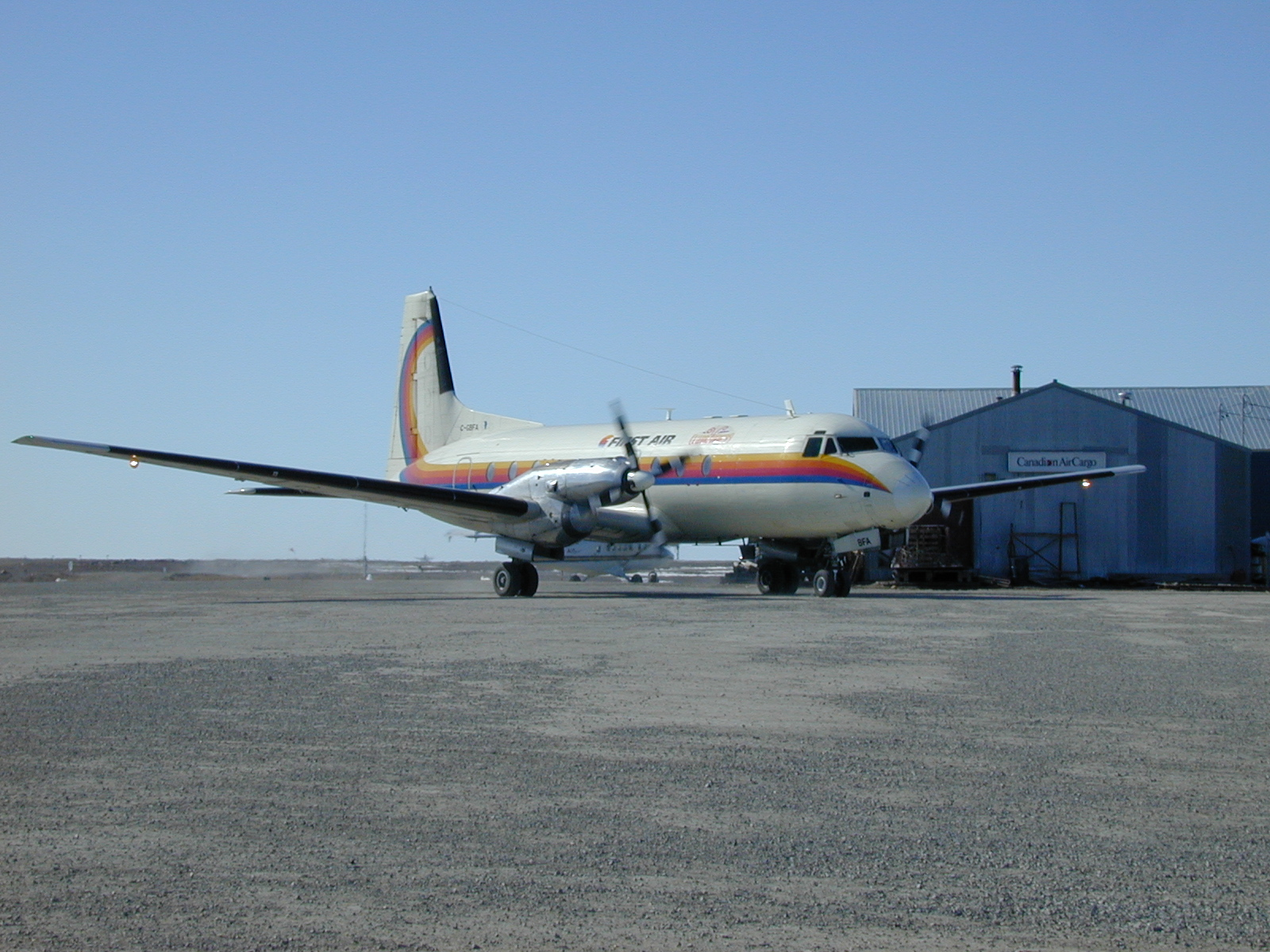
Un Avro 748 (ou HS 748).

Le 1er décembre, est émis un timbre de poste aérienne de 5 FRF pour le 20e anniversaire de la première liaison aérienne entre La Réunion et Mayotte par la compagnie Réunion Air Service à l'aide d'un appareil Avro 748 (ou HS 748). Dans la diagonale du timbre, l'avion de modèle HS 748 relie ces deux îles au-dessus d'un océan bleu. En haut à droite, est dessinée l'île de Petite-Terre sur laquelle a été construit l'aéroport de Dzaoudzi.
Le timbre de 4,8 × 2,7 cm est dessiné par Vincent Lietar et gravé par Claude Jumelet pour une impression en offset et taille-douce en feuille de vingt-cinq.